# Botallackit
Botallackit (Church 1865), chemický vzorec Cu2[(OH)3|Cl], je jednoklonný minerál. 

## Morfologie
Tvoří sloupcovité zploštělé krystaly a krystalické kůry, také bývá práškovitý. 

## Vlastnosti
- Fyzikální vlastnosti: Je štěpný v jednom směru (štěpnost dobře patrná pod mikroskopem).
- Chemické vlastnosti:
- Optické vlastnosti: Barvu má světle modrozelenou až zelenou, vryp má bílý.

## Naleziště
Popsán z ložiska Botallack (u St. Justu v Cornwallu, Anglie, Velká Británie) v místech, kde do ložiska infiltrovala mořská voda. Je doprovázen atacamitem, tallingitem a paratacamitem.